# Conrad Graf

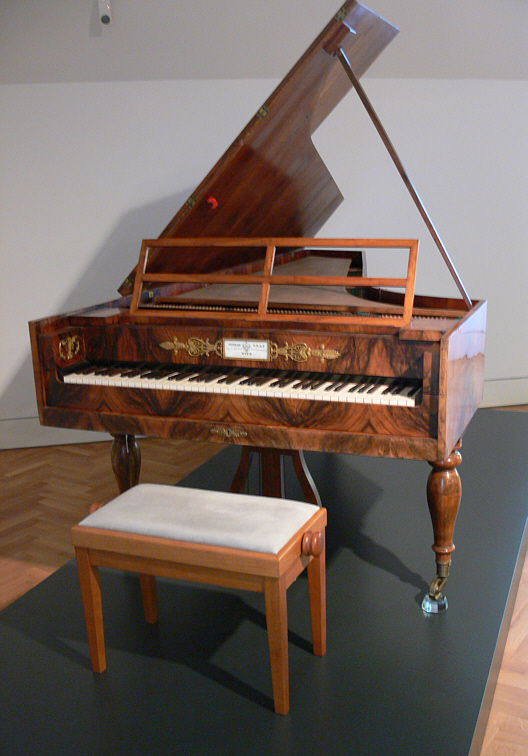

Conrad Graf (Riedlingen, 17 de novembro de 1782 - Viena, 18 de março de 1851) foi um fabricante de pianos austro-alemão. Os seus pianos foram tocados por Beethoven, Chopin e Robert e Clara Schumann, entre outros.

## Biografia
Graf começou a sua carreira como marceneiro, tendo realizado os seus estudos na sua cidade natal, Riedlingen, no sul da Alemanha. Em 1800 tornou-se aprendiz de um fabricante de pianos chamado Jakob Schelkle, que trabalhava em Währing. Quando Schelkle faleceu, em 1804, Graf casou-se com a sua viúva Katherina e assumiu o negócio. Em 1824 foi nomeado fabricante de pianos e teclados reais para a corte imperial em Viena. Em 1826 comprou um antigo salão de dança moderno (Mondscheinhaus, 102 auf der Wieden) e converteu-o numa fábrica de pianos. Graf construiu mais de 3.000 instrumentos. Em 1840 reformou-se e vendeu a empresa a Carl Stein, neto do famoso construtor de pianos Johann Andreas Stein.

## Pianos de Graf tocados por músicos famosos
Em 1826, Graf emprestou um piano a Ludwig van Beethoven. O instrumento apresentava uma extensão de 6 oitavas e meia, com corda tripla até C# e corda quádrupla desde D a F4. Após a morte de Beethoven, em 1827, Graf consegue o piano de volta e vende-o à família Weimer de Viena. O instrumento ainda existe e está em exposição na Casa Beethoven, cidade de Bona.
Em 1829, aos 19 anos, Frédéric Chopin escolhe um piano de Graf para um concerto em Viena. Mais tarde, de acordo com Goldberg, Chopin continuou a “apreciar” os instrumentos de Graf.
Em 1840, Graf oferece um dos seus pianos de cauda à jovem virtuosa Clara Wieck, como presente de casamento com Robert Schumann. Quando Schumann morre, em 1856, Clara oferece-o ao seu amigo Johannes Brahms, que o terá utilizado para as suas composições até ao ano de 1873.
Felix Mendelssohn também apreciava os instrumentos de Graf. Ele adquiriu um no ano de 1832 e utilizou-o em casa e nos seus recitais em Berlim. Mais tarde adquiriu um outro para utilizar em Dusseldorf.
Franz Liszt, Friedrich Kalkbrenner e Camille Pleyel tocaram ou possuíam pianos Graf. Durante a década de 1880, o jovem Gustav Mahler tinha e tocava um piano muito antigo, um Graf datado de cerca de 1836.
Em Setembro de 2018, o 1º Concurso Internacional de Piano Chopin, organizado pelo Instituto Nacional Frédéric Chopin, utilizou a réplica de um forte-piano Graf datado de 1819 e construída por Paul McNulty.

## Gravações
- Paul Badura-Skoda. Franz Schubert. Fantaisie Pour le Piano-forte. Conrad Graf 1824 fortepian. Selo: Astree
- Malcolm Bilson, Tom Beghin, David Breitman, Ursula Dütschler, Zvi Meniker, Bart van Oort, Andrew Willis. Ludwig van Beethoven. The complete Piano Sonatas on Period Instruments. Salvatore Lagrassa 1815, Gottlieb Hafner 1835, Johann Fritz 1825, Walter (Paul McNulty), Walter (Chris Maene), Johann Schantz (Thomas, Barbara Wolf), Walter, Conrad Graf 1825 (Rodney Regier). Selo: Claves
- Malcolm Bilson. Franz Schubert — Piano Sonatas D.850, D.568. Conrad Graf ca.1835 fortepian. Selo: Hungaraton Classics.
- The Atlantis Trio. Klaviertrios. Graf fortepian
- Viviana Sofronitsky. Franz Schubert. Wanderer Fantasy. Impromptus opp.90 & 142. Graf (Paul McNulty)
- Kristian Bezuidenhout. Ludwig van Beethoven. Piano Concertos Nos. 2&5. Graf 1824 (R.Regier). Selo: Harmonia Mundi
- Ronald Brautigam. Ludwig van Beethoven. Complete Works for Solo Piano. Graf, Walter, Stein (Paul McNulty)